# Philipp Naruhn
Philipp Naruhn (Schwerin, RDA, 14 de julio de 1983) es un deportista alemán que compitió en remo.
Ganó tres medallas en el Campeonato Mundial de Remo entre los años 2006 y 2009. Participó en los Juegos Olímpicos de Pekín 2008, ocupando el octavo lugar en la prueba de ocho con timonel.

## Palmarés internacional
| Campeonato Mundial | Campeonato Mundial | Campeonato Mundial | Campeonato Mundial |
| Año                | Lugar              | Medalla            | Prueba             |
| ------------------ | ------------------ | ------------------ | ------------------ |
| 2006               | Eton (Reino Unido) | Medalla de oro     | Cuatro con timonel |
| 2007               | Múnich (Alemania)  | Medalla de bronce  | Cuatro con timonel |
| 2009               | Poznań (Polonia)   | Medalla de bronce  | Dos con timonel    |